# Tagesbruchteil
Der Tagesbruchteil ist die seit Tagesanfang (Mitternacht bzw. 00:00 h) verflossene und in Tagen ausgedrückte Zeit. Er wird in manchen Naturwissenschaften, besonders der Astronomie, statt der üblichen Uhrzeit für Zeitangaben verwendet.
So entspricht die Uhrzeit 6 Uhr dem Tagesbruchteil 0,25, da zu diesem Zeitpunkt {\displaystyle {\frac {1}{4}}=0{,}25} der 24 Stunden eines ganzen Tages vergangen sind.
Dies hat mehrere Vorteile:
1. Die Zwischenräume oder Sonderzeichen zwischen Stunden, Minuten und Sekunden entfallen;
2. die Zahlen sind bei gleicher Genauigkeit kürzer;
3. es ist nur eine Zeiteinheit (der  Tag) notwendig;
4. Zeitdifferenzen lassen sich einfacher berechnen, ohne Rechnen im Sexagesimalsystem.

## Umrechnung zwischen Uhrzeit und Tagesbruchteil
Um aus einer Uhrzeit HH:MM:SS (SS auch mit Nachkommastellen) den Tagesbruchteil {\displaystyle \tau } zu berechnen, kann die seit Tagesbeginn verflossene Zeit zunächst in Sekunden umgewandelt und dann in Tage konvertiert werden:
{\displaystyle {\begin{aligned}\tau &={\frac {SS+MM\cdot 60+HH\cdot 60\cdot 60}{60\cdot 60\cdot 24}}\\&={\frac {SS+(MM+HH\cdot 60)\cdot 60}{86.400}}\end{aligned}}}
Für die umgekehrte Richtung ({\displaystyle \tau } → HH:MM:SS) kann {\displaystyle \tau } zunächst in Sekunden umgerechnet und dann durch zweimalige Division mit Rest SS, MM und HH bestimmt werden:
s = ⌊τ·86.400⌋
s/60 = m,  Rest SS;  SS = SS + frac(τ·86.400)
m/60 = HH, Rest MM
Hier ist
- ⌊…⌋ der ganzzahlige Teil des Produkts
- frac(…) der Nachkommaanteil.

Bei der Angabe des Ergebnisses einer Umrechnung sollte der Genauigkeit entsprechend gerundet werden. 
| Nachkommastellen von τ | 1       | 2           | 3            | 4         | 5          |
| in Tagen               | 0,1 d   | 0,01 d      | 0,001 d      | 0,0001 d  | 0,00001 d  |
| in Stunden             | 2,4 h   | 0,24 h      | 0,024 h      | 0,0024 h  | 0,00024 h  |
| in Minuten             | 144 min | 14,4 min    | 1,44 min     | 0,144 min | 0,0144 min |
| in Sekunden            | 8640 s  | 864 s       | 86,4 s       | 8,64 s    | 0,864 s    |
| Genauigkeit            | 2,4 h   | 14 min 24 s | 1 min 26,4 s | 8,64 s    | 0,864 s    |

Die folgenden Beispiele zeigen, wie der Tagesbruchteil mit dem Kalendertag kombiniert werden kann:
```
  10. Januar  6 Uhr         wird zu   Jan. 10,25
  10. Januar  06:06         wird zu   Jan. 10,254
  10. Januar  06:06:03      wird zu   Jan. 10,25420
  10. Januar  06:06:03,456  wird zu   Jan. 10,25420667
  10. Januar  06:06:03,457  wird zu   Jan. 10,25420668
```

## Vorteile für die Astronomie
Die Rechnung in Tagesbrüchen ist besonders in der Astronomie gebräuchlich, etwa zur Angabe von Sternörtern in Jahrbüchern – wo das Tafelintervall oft in Sterntagen zählt – oder in sonstigen Ephemeriden.
Beispiel (astronomisches Jahrbuch 2013) mit Jahressprung:
```
z.
 
B. für Sternkoordinaten im 10-Tage-Intervall (Sternzeit):
... Dez
 
14,50273     lautet herkömmlich    ... 14.
 
Dez.
 
(2013), 12:03:56 
... Dez
 
24,50000         -- " --           ... 24.
 
Dez.
 
(2013), 12:00:00
... Dez
 
34,49727         -- " --           ... 03.
 
Jan.
 
(2014), 11:56:04
```

Wie obiges Beispiel zeigt, wird durch Tagesbruchteile zum Jahreswechsel die Interpolation der Sternörter erleichtert. Zu Jahresbeginn würde dann bei 10-Tages-Intervallen z. B. vor Jan 17 und Jan 7 die seltsame Zeitangabe Jan -3 (für 28. Dezember 2012) stehen.